# Isabella Sermon
Isabella Sermon (Kensington e Chelsea, 8 luglio 2006) è un'attrice britannica.
È nota soprattutto per aver interpretato Maisie Lockwood nel franchise di Jurassic Park.

## Biografia
Sermon è nata nella zona di Kensington e Chelsea a Londra. Aveva nove anni quando ha scoperto la recitazione attraverso una produzione scolastica di James e la pesca gigante.
All'età di 12 anni partecipò per la prima volta al cast per il secondo film della trilogia di Jurassic World (Jurassic World - Il regno distrutto) con il ruolo di Maisie Lockwood.
Nel 2022 ha ripreso questo ruolo (e interpretato anche quello di un secondo personaggio: Charlotte Lockwood da giovane) nel sequel Jurassic World - Il dominio. Frequenta la scuola ed era nel bel mezzo dei suoi GCSE mentre promuoveva Jurassic World - Il dominio nel giugno 2022.
Ha preso lezioni di recitazione con DMA London. Nel 2023, Sermon ha doppiato un personaggio nel podcast drammatico di BBC Radio 4 People Who Knew Me.

## Filmografia

### Lungometraggi
- Jurassic World - Il regno distrutto (Jurassic World: Fallen Kingdom), regia di Juan Antonio Bayona (2018) – Maisie Lockwood
- Jurassic World - Il dominio (Jurassic World: Dominion), regia di Colin Trevorrow (2022) – Maisie Lockwood

## Doppiatrici italiane
- Sara Tesei in Jurassic World - Il regno distrutto
- Luna Iansante in Jurassic World - Il dominio